# کلسن وایتهد
کلسن وایتهد (انگلیسی: Colson Whitehead؛ زادهٔ ۶ نوامبر ۱۹۶۹) یک رمان‌نویس آمریکایی است. او نویسنده شش رمان است، از جمله کارهای اولیه او، رمان اندیشمند در سال ۱۹۹۹، راه‌آهن زیرزمینی که در سال ۲۰۱۶ جایزهٔ کتاب‌های ملی برای داستان، و جایزه پولیتزر برای داستان در سال ۲۰۱۷ را به دست آورد. او همچنین دو کتاب غیر داستانی منتشر کرده‌است. در سال ۲۰۰۲، او جایزهٔ نابغه گرانت را در فستیوال مک آرتور دریافت کرد.

## کودکی و جوانی
وایتهد در ۶ نوامبر ۱۹۶۹ در نیویورک متولد شد و در منهتن بزرگ شد. او در مدرسه تریتی در منهتن درس خواند. وایتهد در سال ۱۹۹۱ از دانشگاه هاروارد فارغ‌التحصیل شد؛ در دانشگاه او با شاعری بنام کوین یانگ آشنا شد و کارش را به عنوان نویسنده در نشریه ویلیج وویس آغاز کرد.

## زندگی حرفه‌ای

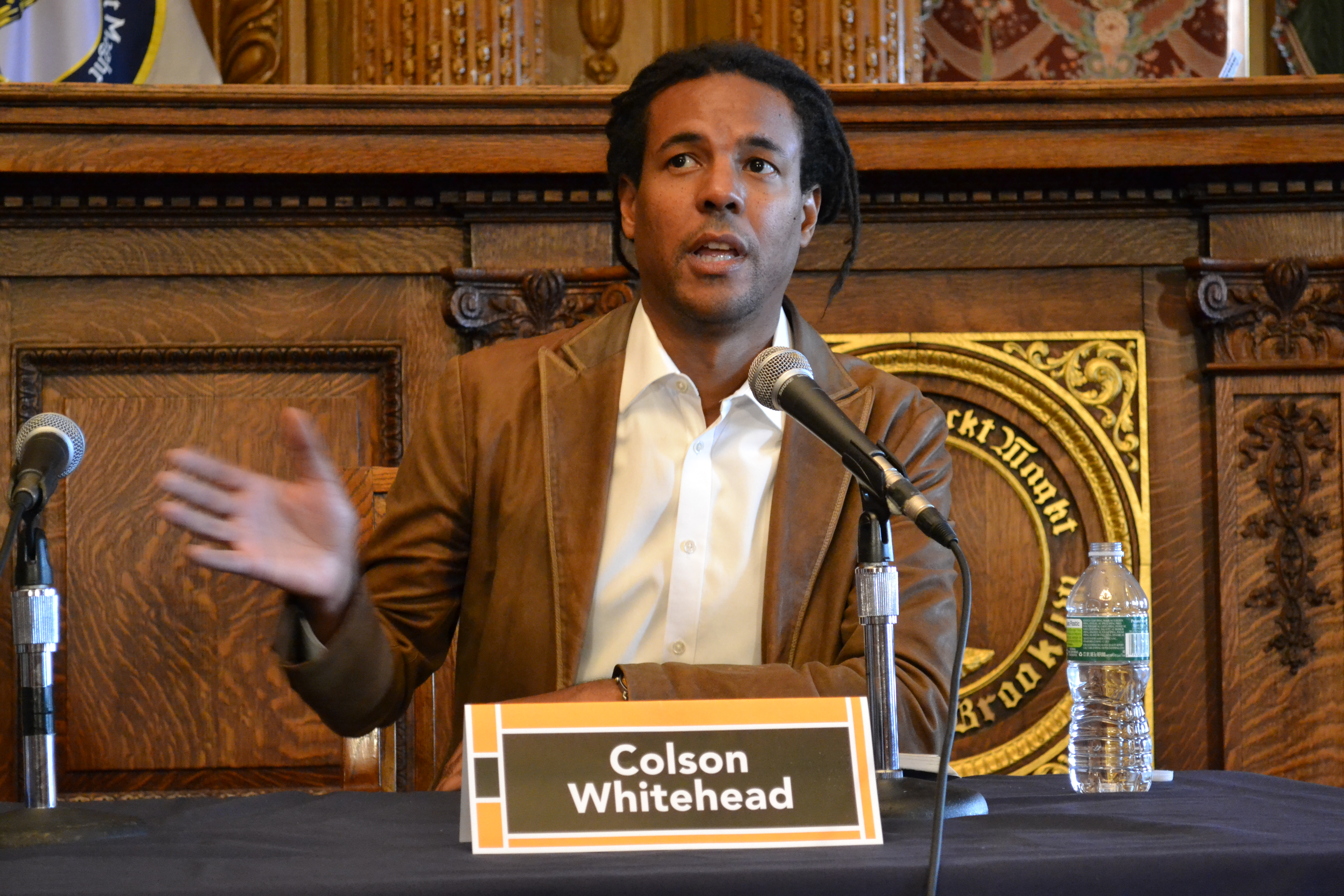
کلسن وایتهد

پس از ترک دانشگاه، وایتهد برای نشریهٔ صدا دهکده "The Village Voice" می‌نوشت. در همان زمان، او شروع به نوشتن اولین رمان‌هایش کرد.
او در دانشگاه پرینستون، دانشگاه نیویورک، دانشگاه هوستون، دانشگاه کلمبیا، کالج بروکلین، کالج هانتر، دانشگاه وسلین، تدریس کرده‌است.
در بهار ۲۰۱۵، او به مجله نیویورک تایمز پیوست تا یک ستون در مورد زبان بنویسد.

## آثار و جوایز
وایتهد از آن زمان تاکنون هفت اثر کامل تهیه کرد. او همچنین شش رمان، و یک کاوش و تعمق در زندگی در منهتن به سبک مقالات اینجا نیویورک است اثر ای بی وایت نوشت. رمان‌های اندیشمند در ۱۹۹۹ و روزهای جان هنری در ۲۰۰۱، غول در نیویورک در سال ۲۰۰۳، ساگ هاربور در ۲۰۰۹، و آپکس صدمه را پنهان می‌کند در ۲۰۱۱. که باعث بهترین فروش نیویورک تایمز شد، و راه‌آهن زیرزمینی در ۲۰۱۶، که جایزه کتاب ملی را برای کار داستانی کسب کرد. مجله اسکوییر Esquire، رمان اندیشمند را اولین رمان سال دانست و GQ آن را یکی از «رمان‌های هزاره» نامید.
جان آپدایک، با خواندن کتاب اندیشمند در مجله نیویورک "، وایتهد را بلندپرواز "،" جرقه زدن "و" کاملاً برجسته "نامید.
رمان اندیشمند وایتهد به عنوان رمان مشترک در مؤسسه فناوری روچست نامزد شد.
مقالات و بررسی‌های وایتهد در نشریات متعددی از جمله نیویورک تایمز، نیویورکر، گرانتا و هارپر دیده شده‌است.
رمان راه‌آهن زیرزمینی او در سال ۲۰۱۶ توسط باشگاه کتاب اپراه انتخاب شد؛ و همچنین توسط باراک اوباما رئیس‌جمهور به عنوان یکی از پنج کتاب در لیست خواندن در تعطیلات تابستانی انتخاب شد. در ژانویه ۲۰۱۷، مدال کارنگی را در کنفرانس زمستانی انجمن کتابخانهٔ آمریکایی GA در آتلانتا، دریافت کرد. این جایزه بخاطر اوج تعالی در برای تعالی در داستان به این اثر وایتهد داده شد.
کتال پسران نیکل او در سال ۲۰۲۰ توانست برنده جایزه پولیترز شود
این رمان در سال در سال ۱۳۹۹ توسط انتشارات نشر خوب با ترجمه غلامرضا صراف به چاپ رسید.